# غوص خاطف
الغَوْص الخاطف هو مناورة تقوم بها غواصة تغوص فيها بسرعة لتجنب الهجوم. أصبح الغوص الخاطف من السطح لتجنب الهجوم عفا عليه الزمن إلى حد كبير مع ظهور الغواصات التي تعمل بالطاقة النووية حيث تعمل عادة تحت الماء. ومع ذلك فإن الغوص الخاطف هو مناورة قياسية لتجنب الاصطدام.